# Чиндантське сільське поселення (Борзинський район)
Чинда́нтське сільське поселення (рос. Чиндантское сельское поселение) — сільське поселення у складі Борзинського району Забайкальського краю Росії.
Адміністративний центр та єдиний населений пункт — село Чиндант 2-й.

## Населення
Населення сільського поселення становить 605 осіб (2019; 711 у 2010, 814 у 2002).